# 蜆精
蜆精是一種營養補給品，以黃金蜆（臺灣蜆）為主要材料濃縮製成。是台灣開發的營養補給品。本草綱目記載：「蜆，主治開胃、壓丹石藥毒、去暴熱、明目、利小便、解酒毒、治目黃」 